# Tajammum

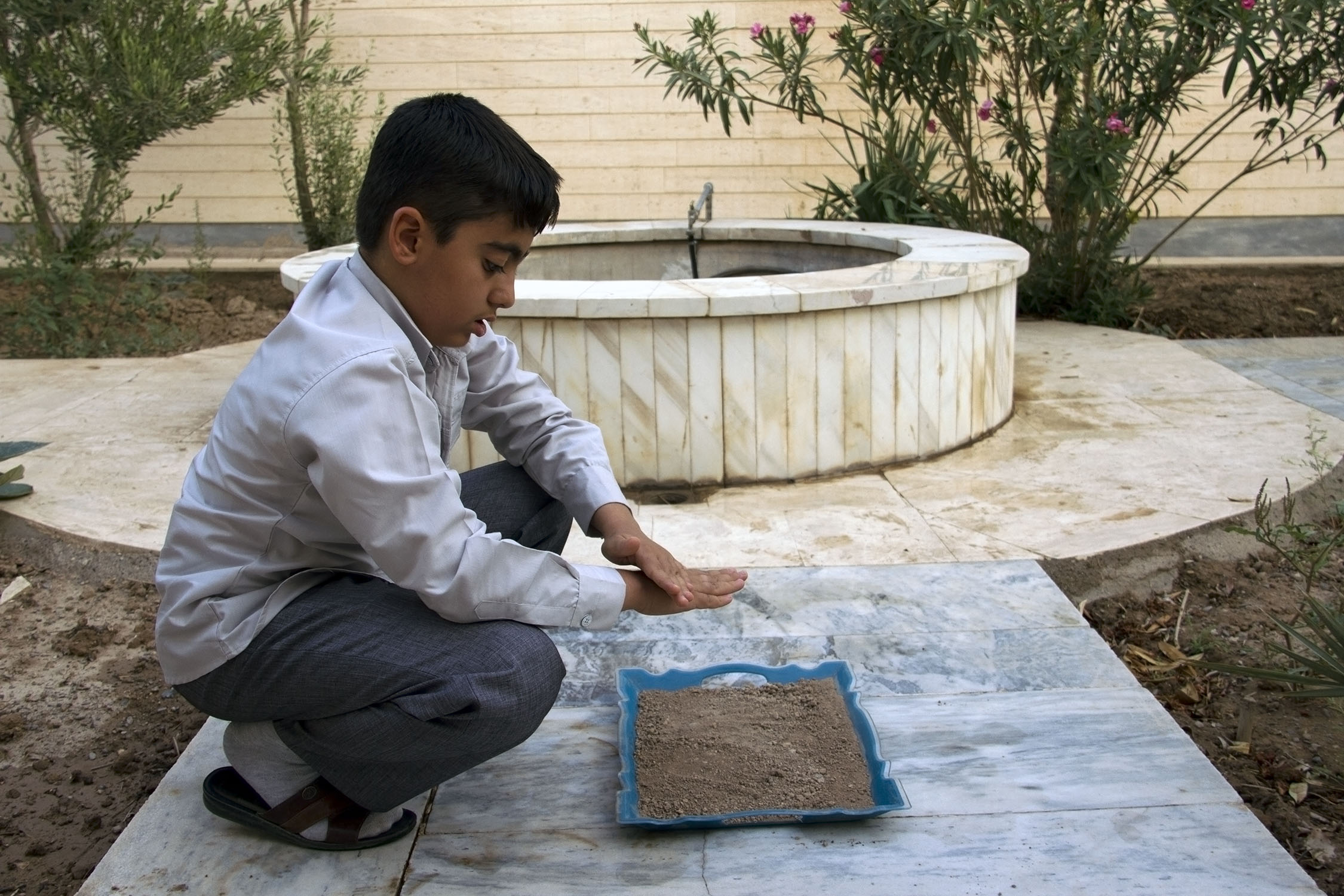

Tajammum (arab. ‏تيمم‎) – ablucja bez użycia wody, poprzedzająca modlitwę w islamie. Dokonuje się jej, gdy woda do podstawowej ablucji wudu jest niedostępna. Przed wykonaniem ablucji wymagana jest intencja (chęć oczyszczenia) oraz wypowiedzenie słowa Bismillah („W imię Allaha”). Wykonuje się ją za pomocą piasku, drobnego żwiru, pyłu lub kurzu, który pochodzi z ziemi, lekko przecierając dłonie oraz twarz, zdmuchując resztki piasku/pyłu z dłoni, po czym rozpoczyna się modlitwę (salat).